# 484 (tal)
484 är det naturliga talet som följer 483 och som följs av 485.

## Inom vetenskapen
- 484 Pittsburghia, en asteroid.

## Inom matematiken
- 484 är ett jämnt tal.
- 484 är ett sammansatt tal.
- 484 är ett Kvadrattal.[1]
- 484 är ett nonadekagontal.
- 484 är ett palindromtal i det decimala talsystemet.
- 484 är ett palindromtal i det ternära talsystemet.